# Résolution 359 du Conseil de sécurité des Nations unies
Membres permanents
- Chine
- États-Unis
- France
- Royaume-Uni
- URSS

Membres non permanents
- Australie
- Autriche
- RSS de Biélorussie
- Cameroun
- Costa Rica
- Indonésie
- Iraq
- Kenya
- Mauritanie
- Pérou

Résolution no 358 Résolution no 360
La résolution 359 du Conseil de sécurité des Nations unies fut adoptée le 15 août 1974. Après avoir pris note avec inquiétude d'un rapport du secrétaire général sur la poursuite de l'action militaire à Chypre, et rappelé que la Force des Nations unies chargée du maintien de la paix à Chypre y avait été placée avec le consentement des gouvernements de Chypre, de Turquie et de Grèce, le Conseil a déploré le fait que des membres de la Force aient été tués et blessés. La résolution exige que toutes les parties respectent le statut de la Force et coopèrent avec elle dans toutes les régions de Chypre.
La résolution a été adoptée par 14 voix contre zéro, la république populaire de Chine n'a pas participé au vote.

## Texte
- Résolution 359 sur fr.wikisource.org
- Résolution 359 sur en.wikisource.org